# Escuelas Jardín del Ateneo
Las Escuelas Jardín del Ateneo se encuentran situadas en la calle La Valldigna número 18 de Sueca (Valencia), España. 

## Edificio
Son obra del arquitecto local Buenaventura Ferrando Castells. Fueron construidas en el año 1914 y su estilo arquitectónico es el modernismo valenciano. Fueron creadas a instancias de la institución local Ateneo Sueco del Socorro, de donde proviene su nombre. Sería el primer grupo escolar que construiría el arquitecto, pero no el último.
Constan de planta baja y una única altura. Poseen dos alas o pabellones, el destinado a la enseñanza y otro donde se ubica el comedor, cocina, etc. En la planta superior se ubica la biblioteca y un museo. Esta altura posee influencias de la corriente modernista austriaca Sezession.
En la actualidad el edificio sigue teniendo un uso educativo, siendo ocupado por una escuela privada concertada.